# 亨德森 (北卡羅萊納州)
亨德森（英語：Henderson）是一個位於美國北卡羅萊納州萬斯縣的城市，為萬斯縣之縣治。

## 人口
根據2020年美國人口普查的數據，亨德森的面積為22.35平方千米，當中陸地面積為22.34平方千米，而水域面積為0.01平方千米。當地共有人口15060人，而人口密度為每平方千米674人。